# Коман, Владимир Михайлович
Владимир Михайлович Коман (укр. Володимир Михайлович Коман, венг. Volodimir Mihajlovics Koman; 20 февраля 1964, Ужгород — 27 сентября 2023) — советский футболист украинско-венгерского происхождения, отец венгерского футболиста Владимира Комана.

## Биография
Родился и вырос в Ужгороде.
В 1982—1984 играл за дубль киевского «Динамо». В 1985 вернулся в родной город и несколько сезонов играл за «Закарпатье».
В 1990 году отыграл сезон за черновицкую «Буковину».
В феврале 1991 года переехал в Венгрию, где принял приглашение клуба 2-й лиги «Шабариа-Типо». В новом клубе провёл 3 сезона, после чего завершил карьеру игрока.
Проживал постоянно в венгерском городе Сомбатхей, где начинал заниматься футболом его сын Владимир.